# Ecuación trascendente
Una ecuación trascendente es una igualdad entre dos expresiones matemáticas en las que aparecen una o más incógnitas relacionadas mediante operaciones matemáticas, que no son únicamente polinómicas/algebraicas, y cuya solución no puede obtenerse empleando solo las herramientas propias del álgebra: sumas, restas, multiplicaciones y extracción de radicales.

## Definición
Una ecuación que no se reduce a una ecuación algebraica mediante transformaciones algebraicas se denomina ecuación trascendente. O de otra manera, una ecuación  H(x) = j(x) se llama trascendente, si por lo menos una de las funciones H(x) o j(x) no es algebraica. Estas ecuaciones conllevan logaritmos de cualquiera base de las incógnitas; las incógnitas como exponentes o como argumentos de expresiones trigonométricas. Su solución es posible al análisis numérico, en lo general, que proporciona diversas posibilidades de programación.

### Ejemplos
1. {\displaystyle xe^{x}=1}
2. {\displaystyle 7^{t+1}=49^{t-2}+343^{t-3}}
3. {\displaystyle 3\log _{11}(5y-1)+\log _{11}(8y-7)=1}
4. {\displaystyle \cos ^{2}x=\sin x+{\frac {1}{3}}}
5. {\displaystyle 2\sinh t=5\cosh t+7}
6. {\displaystyle \arcsin x^{2}={\frac {\pi }{4}}}
7. {\displaystyle re^{-8r}=2r+1}
8. {\displaystyle \pi x={\frac {1}{2}}\tan x} [3]

### Transformación algebraica
Por transformaciones algebraicas  de la ecuación

{\displaystyle F(x)=0\,}

se entiende las siguientes transformaciones:
1. La adición a ambos miembros de la ecuación una misma expresión algebraica por ejemplo si Juan tiene 5 mazanas y le quitan tres quedan 2
2. La multiplicación de ambos miembros de la ecuación por una misma expresión algebraica.
3. La elevación de ambos miembros de la ecuación mediante un exponente racional[4]

Las ecuaciones trascendentes más simples son las trigonométricas, logarítmicas y exponenciales El término trascendente se refiere a que la ecuación o su resolución va más allá del álgebra; trasciende el álgebra
Las soluciones de muchas ecuaciones trascendentes se han obtenido tradicionalmente (antes de la aparición de los ordenadores) por métodos numéricos, aproximando la solución mediante iteraciones sucesivas.

## Algunas ecuaciones trascendentes
- En astronomía la ecuación trascendente más famosa es la Ecuación de Kepler: {\displaystyle M=E-e\sin(E)\,}, que permite calcular la posición de un planeta en su órbita obteniendo su anomalía excéntrica E, a partir de su anomalía media M y de la excentricidad de la órbita e.
- En hidráulica de conducciones existe una ecuación trascendente que permite obtener el máximo caudal transportable por un tubo circular para una pendiente fija, obteniendo el calado óptimo para el radio hidráulico máximo. Para ello se utiliza la solución numérica de la ecuación trascendente

{\displaystyle \ \alpha =\tan(\alpha )}

Esta ecuación admite infinitas soluciones, la menor solución estrictamente positiva se da para el valor {\displaystyle \scriptstyle \alpha =4,493409\,} (que usualmente se interpreta como el valor en radianes de un ángulo). Otras soluciones son:

{\displaystyle \alpha =7,7252;\quad 10,9042;\quad 14,0661;\quad 17,2208;\dots }

Para grandes valores de n existen soluciones cercanas a {\displaystyle \scriptstyle (2n+1)\pi /2}. Además si {\displaystyle \scriptstyle \alpha =\beta } es solución entonces {\displaystyle \scriptstyle \alpha =-\beta } también es solución. Todas las soluciones son de multiplicidad simple excepto {\displaystyle \scriptstyle \alpha =0} que es de multiplicidad 2.
- La ecuación trascendente

{\displaystyle e^{cx}=ax+b}

tiene una única solución que puede expresarse en términos de la función W de Lambert:

{\displaystyle x_{0}=-{\frac {1}{c}}W\left(-{\frac {c}{a}}e^{-{\frac {bc}{a}}}\right)-{\frac {b}{a}}}

## Método de las tangentes
Encontrar la raíz positiva de la ecuación xarctgx - 1 = 0, utilizando el método de las tangentes. Previamente se hará un esbozo de dicho método conocido también como el método de Newton-Raphson.

### Esbozo
Supongamos que en el intervalo de aislación de la raíz ξ de la ecuación {\displaystyle f(x)=0} se cumplen las condiciones
1. Las funciones {\displaystyle f(x)}, {\displaystyle f'(x)} y {\displaystyle f''(x)} son continuas en el intervalo {\displaystyle [a,b]};
2. {\displaystyle f(a)f(b)<0};
3. La funciones {\displaystyle f'(x)} y {\displaystyle f''(x)} no cambian de signo en {\displaystyle [a,b]}.

Entonces los números {\displaystyle x_{n},(n=1,2,3,---)} se determinan por la fórmula recursiva
{\displaystyle x_{n}=x_{n-1}-f(x_{n-1})/f'(x_{n-1})}
siendo

{\displaystyle x_{0}=\left\{{\begin{matrix}a,&{\mbox{si }}f(a)\cdot f(c)<0,\\b,&{\mbox{si }}f(a)\cdot f(c)>0,\\c,&{\mbox{si }}f(c)=0\end{matrix}}\right.}

donde
{\displaystyle c=a-{\frac {(b-a)f(a)}{f(b)-f(a)}}}

### Resolución de un caso
Precisamente, el caso de la ecuación trascendente {\displaystyle x\arctan x-1=0}. Mediante gráficas de la función f(x) = 1/x y de la de  g(x) = arctg x se ve que el intervalo [1; {\displaystyle {\sqrt {3}}.}]  permite detectar la raíz positiva. Por cuanto que para la función {\displaystyle f(x)=x\arctan x-1=0} se obtiene

{\displaystyle c=1-({\sqrt {3}}-1)f(1)/[f({\sqrt {3}})-f(1)=1,1527608}

entonces para encontrar los números xn, se va a emplear la fórmula recursiva,conocida como método de Newton
xn = xn-1 - f(xn-1)/ f '(xn-1);  x0 = {\displaystyle {\sqrt {3}}.}, luego de dos pasos resulta
ξ = 1,16239±0,00004